# Ischnothyreus yuanyeae
Espèce
Ischnothyreus yuanyeae est une espèce d'araignées aranéomorphes de la famille des Oonopidae.

## Distribution
Cette espèce est endémique de Hainan en Chine,.

## Publication originale
- Tong & Li, 2012 : Four new species of the genus Ischnothyreus from Hainan Island, China (Araneae, Oonopidae). Zootaxa, no 3352, p. 25–39.